# أمير خسرو
أمير خسرو الدهلوي المكنى بأبي الحسن والملقب بيمين الدين والمعروف بالحكيم هو شاعر مسلم. ولد ببتيالي بالهند عام 651 للهجرة (1253 للميلاد) وتوفي عام 725 (1325). كان تابع وتلميذ نظام الدين أولياء، ويشار في بعض الأحيان إلى خسرو باسم «صوت الهند» (Tuti-e-Hind)، وقد أطلق عليه "أبو الأدب الأردي".
في عام 1288، أنهى خسرو أول مثنوية له، وهي «قران السعيدان» (اجتماع النجمين الميمون)، الذي كان يتحدث عن بوغرا خان مع ابنه معز الدين قايق آباد بعد عداء طويل. بعد تعرض قايق آباد لجلطة دماغية في عام 1290، قام النبلاء بتعيين ابنه شمس الدين كومار البالغ من العمر ثلاث سنوات كسلطان. ثم قام شخص تركاني أفغاني يدعى جلال الدين فيروز الخلجي بمسيرة في دلهي، وقتل قايق آباد وأصبح سلطان، وبذلك أنهى السلالة المملوكية لسلطنة دلهي وبدأ سلالة خالجي.
في عام 1290، أكمل خسرو مثنويته الثانية «مفتاح الفتوح»، في مدح انتصارات جلال الدين فيروز. في عام 1294 أكمل خسرو مثنويته الثالثة، «غُرة الكمال»، التي تألّفت من قصائد بين سن 34 و 41.
بعد جلال الدين فيروز، صعد علاء الدين الخلجي إلى عرش دلهي في عام 1296. كتب خسرو «خزائن الفتوح» يسجل الانشاءات بعهد علاء الدين، والحروب والخدمات الإدارية. ثم ألف خماسا (خماسية) مع خمسة مثاني، والمعروفة باسم «خمسة خسرو»، واستكمالها في عام 1298. وقد حاكى فيه نظم الشاعر السابق للملاحم الفارسي نظامي الكنجوي. كان مثنويته الأولى في الخماسية «مطلع الأنوار» تتألف من 3310 الآيات (انتهت في 15 يوما) مع المواضيع الأخلاقية والصوفية. مثنويته الثانية «خسرو وشيرين» تتألف من 4000 الآيات. كانت مثنويته الثالثة «مجنون ليلى» رومانسية. مثنويته الرابعة الضخمة كانت «عين أسكندر»، الذي روى الأعمال البطولية للإسكندر الأكبر في 4500 مقطع. كانت مثنويته الخامسة «هشت بهشت» أو الجنات الثمانية، الذي كان قائمة على أساطير حول بهرام الخامس، الملك الخامس عشر للإمبراطورية الساسانية. كل هذه الأعمال جعلت خسرو نجمة بارزة في عالم الشعر. كان علاء الدين الخلجي سعيدًا جدًا بعمله وكان يكافأه بشكل رائع.

## قصيدته الملمعة
له ملمعة منظومة بالفارسية والبرجية. في البيتين الأول والثاني، الصدر بالفارسية والعجز بالبرجية. البيت الثالث فارسي والرابع برجي ثم فارسي فبرجي وهلم جرا:
ز حال مسكين مكن تغافل دورايي نينان بتايي بتيان

كه تاب هجران ندارم أي جان نه ليهو كاهي لگايي چهتيان

شبان هجران دراز چون زلف و روز وصلت چو عمر كوتاه

سكهي پيا كو جو مي نه ديكهون تو كيسي كاتون اندهيري رتيان

يكايك از دل دو چشم جادو به صد فريبن ببرد تسكين

كسي پري هي جو جا سناوي پياري پي سي هماري بتيان

چو شمع سوزان چو ذره حيران هميشه گريان به عشق آن مه

نه نيند نينان نه انگ چينان نه آپ آوين نه بهيجين پتيان

به حق روز وصال دلبر كه داد ما را فريب خسرو

سپيت من كي ورايي راكهون جو جايي پاون پياكي كهتيان

## روابط خارجية
- أمير خسرو على موقع الموسوعة البريطانية (الإنجليزية)
- أمير خسرو على موقع ميوزك برينز (الإنجليزية)